# الزاوية (وليلي)
الزاوية هي إحدى مشيخات المملكة المغربية، تتبع جغرافيا لعمالة مكناس وإداريًا لوليلي. يقدر عدد سكانها بـ 11212 نسمة حسب الإحصاء الرسمي للسكان والسكنى لسنة 2004.